# SS Jeanne d'Arc
El SS Jeanne d'Arc es un equipo de fútbol de Reunión que milita en la Primera División de Reunión, la liga de fútbol más importante del departamento de ultramar francés.

## Historia
Fue fundado en abril de 1927 en la ciudad de Le Port y es uno de los equipos más antiguos del territorio que todavía continua en actividad. Su nombre hace referencia a la heroína de la historia francesa Juana de Arco.
Se trata de uno de los equipos fundadores de la Primera División de Reunión en 1950, proclamándose campeón dos años después. A finales de los años 1950s e inicios de los 1960s, el fútbol en las islas tuvo una reestructuración, en la cual se creó la Copa de Reunión, la cual ganaron por primera vez en 1958, venciendo en la final al JS Saint-Pierroise 2-1; y en 1966 se mudaron a su sede actual, el Stade Georges Lambrakis.
Es un club que se distingue por el reclutamiento y la formación de jugadores, los cuales han formado parte de Reunión, aunque sus resultados no se hayan reflejado en cantidad de títulos.
A nivel internacional han participado en 1 torneo continental, en la Recopa Africana 2002, en la que fueron eliminados en la segunda ronda por el US Transfoot de Madagascar. Y también han formado parte de la Copa de Francia, en la cual han participado en 4 ocasiones, destacando en la edición del 2009, en la que avanzaron hasta la ronda de los mejores 32, en la que fueron eliminados por el FC Tours.

## Palmarés
- Primera División de Reunión: 1

1952
- Copa de las Islas Reunión: 4

1952, 1958, 1960, 2001
- Trofeo de Campeones de Reunión: 1

2010

## Participación en competiciones de la CAF
| Temporada | Torneo          | Ronda | Club                     | Casa | Visita | Global |
| --------- | --------------- | ----- | ------------------------ | ---- | ------ | ------ |
| 2002      | Recopa Africana | 1     | US Beau Bassin-Rose Hill | 1-0  | 0-0    | 1-0    |
| 2002      | Recopa Africana | 2     | US Transfoot             | 3-1  | w.o.1  | 3-1    |

1- Jeanne d'Arc abandonó el torneo.

## El Club en la Estructura del Fútbol Francés
| Temporada | Torneo          | Ronda      | Club              | Resultado |
| --------- | --------------- | ---------- | ----------------- | --------- |
| 2000      | Copa de Francia | 1/256      | SCO Angers        | 0-1       |
| 2004      | Copa de Francia | 1/256      | SC Dives-Sur-Mer  | 2-0       |
| 2004      | Copa de Francia | 1/128      | Le Havre AC       | 0-3       |
| 2006      | Copa de Francia | Preliminar | Fleury Merogis AC | 0-2       |
| 2009      | Copa de Francia | 1/64       | SC Feignies       | 2-0       |
| 2009      | Copa de Francia | 1/32       | FC Tours          | 1-7       |

## Jugadores

### Jugadores destacados
| - John Elcaman - Roberto Elcaman - Mustapha El Haddaoui - Bernard Lacollay | - Emmanuel Ledoyen - Christopher Perle - Claude Lowitz - Salomon Kéhi |